# Tunnel de l'Épine
Cet article concerne le tunnel routier de l'Épine. Pour le tunnel ferroviaire, voir Tunnel ferroviaire de l'Épine.
Le tunnel de l'Épine est un tunnel autoroutier situé en France dans le département de la Savoie en région Auvergne-Rhône-Alpes.
Long de 3 200 m, le tunnel permet la traversée de la chaîne de l'Épine par l'autoroute A43 sur la liaison de Lyon à Chambéry.

## Situation
Le tunnel de l'Épine traverse la chaîne de l'Épine, en Savoie d'ouest (Lyon) en est (Chambéry). Son entrée ouest se situe à moins de 500 m de la pointe nord du lac d'Aiguebelette dont la rive longe l'Épine, et son entrée est se situe sur la commune de la Motte-Servolex dans le bassin chambérien. Il se situe à 15 km de Chambéry, à 53 km d'Annecy, à 93 km de Lyon et à 71 km de Grenoble.

## Histoire
Les travaux démarrent en 1972. Le tube nord est achevé en 1974. Il est ouvert à la circulation à double-sens fin 1974, en même temps que la portion d'autoroute entre Bourgoin-Jallieu et Chambéry. Le tube sud n'est excavé que sur sa moitié supérieure. De plus, les travaux ont recoupé une cavité naturelle ascendante, conduisant à un débourrage de sable et de boue d'environ 2 000 m2 dans le tunnel. La cavité ainsi débouchée a été explorée et remontée sur 140 m. L'accès à la cavité a alors été rebouché par un barrage en béton pour éviter de nouveaux épanchements dans le tunnel.
À l'approche des Jeux olympiques d'Albertville, la question de la mise en service du tube sud est relancée. Les travaux reprennent au mois d'août 1989 pour terminer l'aménagement du tube sud. Une lucarne est ouverte en haut du barrage en béton pour revoir la cavité. Des spéléologues locaux poussent les explorations jusqu'à 300 m de l'entrée pour une remontée de 134 m. Ils butent sur un colmatage d'argile qui semble proche de la surface. Un report topographique en surface permet de trouver une petite dépression, qui, après désobstruction, permet d'établir une jonction avec la grotte du tunnel de l'Épine. Les écoulements d'eau dans la cavité, habituellement insignifiants, sont évalués à 600 l/s lors de la crue du 14 février 1990. Un drainage spécifique a dû être mis en place vers l'ancienne galerie de reconnaissance, située sous le tunnel actuel. Le tube sud est mis en service en 1991. Chaque tube devient alors monodirectionnel. Depuis, les remontées de gaz d'échappement ne permettent plus de visiter la cavité.
Du 3 au 20 août 2009, la société AREA, exploitante du tunnel, a opéré des travaux de rénovation sur le tube nord. Il s'agissait selon AREA, « d'améliorer le drainage du massif de l'Épine au droit du tunnel. En effet, les fortes pluies faisaient se soulever la chaussée du tunnel et les travaux ont donc consisté à construire une chambre de décompression afin de faciliter l'écoulement de l'eau sans que le tunnel en soit affecté.

## Caractéristiques
Ce tunnel, long d'environ 3 200 mètres, est composé de deux tubes séparés, de deux voies à sens unique chacun. Le tube sud ayant ses deux entrées plus proches de la falaise que le tube nord, il mesure quelques mètres de moins. Les deux tubes sont très rectilignes. Cependant, ils sont légèrement incurvés à chacune de leurs extrémités, ce qui empêche de voir leurs sorties longtemps à l'avance. Le tunnel est par ailleurs équipé d'un système de contrôle radar automatique   dans le sens Lyon - Chambéry.